# Paweł (Jazidżi)
Paweł, imię świeckie Rami Jazidżi (ur. 1959 w Latakii) – syryjski biskup prawosławny.

## Życiorys
Pochodzi z pobożnej chrześcijańskiej rodziny syryjskiej. Jego starszy brat, Jan, po wstąpieniu do monasteru, również został prawosławnym mnichem, zaś w 2013 objął urząd prawosławnego patriarchy Antiochii.
Jest absolwentem uniwersytetu w Tiszrin na kierunku inżynieria budownictwa. Jako student zaangażował się w młodzieżowy ruch prawosławny, uczył w szkołach niedzielnych, prowadził chóry cerkiewne. W wieku dwudziestu sześciu lat został wyświęcony na diakona. Studia teologiczne odbył na Uniwersytecie w Salonikach, gdzie w 1989 obronił pracę magisterską, zaś w 1992 uzyskał stopień doktora, specjalizując się w patrystyce. W Grecji, w tym na Athosie, uczył się ikonografii i bizantyńskiego śpiewu liturgicznego. W 1992 został wyświęcony na kapłana. W tym samym roku został zatrudniony w seminarium duchownym w Balamand jako wykładowca etyki, patrystyki i homiletyki. W 1994 otrzymał godność archimandryty, zaś w 2000 objął stanowisko rektora seminarium duchownego, w którym pracował.
2 października 2000 Święty Synod Patriarchatu Antiochii nominował go na metropolitę Aleppo. Jego chirotonia biskupia odbyła się 20 października tego samego roku w katedrze patriarszej w Damaszku. 22 października 2000 został intronizowany w katedrze w Aleppo.
W czasie wojny domowej w Syrii jego dom został ostrzelany. 22 kwietnia 2013 został porwany na drodze z Turcji do Aleppo razem z hierarchą Syryjskiego Kościoła Ortodoksyjnego Juhanną Ibrahimem. Jak podały państwowe media syryjskie, sprawcami porwania byli antyrządowi rebelianci. Syryjski Kościół Ortodoksyjny wskazuje jako sprawców Czeczenów walczących po stronie Frontu Obrony Ludności Lewantu. Kierowca samochodu wiozącego obydwu biskupów został zabity. Biskupi zostali wywiezieni na terytorium Turcji. Dzień później syryjskie media poinformowały o uwolnieniu hierarchów. Patriarchat Antiochii zaprzeczył tym wiadomościom. 28 kwietnia 2013 „głębokie zaniepokojenie” z powodu porwania biskupów wyraziła komisarz ds. zagranicznych Unii Europejskiej Catherine Ashton. Do uwolnienia hierarchów wezwali także Organizacja Współpracy Islamskiej, papież Franciszek, muzułmańskie duchowieństwo.
25 maja 2013 Syryjska Koalicja Narodowa na rzecz Opozycji i Sił Rewolucyjnych poinformowała, że hierarchowie żyją, są zdrowi, jednak nie wiadomo, gdzie dokładnie się znajdują.
Ponieważ los hierarchy nadal pozostaje nieznany, w 2021 r. nowym metropolitą Aleppo został dotychczasowy patriarszy wikariusz, biskup seleucyjski Efrem (Maluli). Metropolita Paweł otrzymał natomiast tytuł honorowego metropolity Diyarbakıru, miasta znajdującego się na terenie metropolii Aleppo.